# Camerun Oriental
El Camerun Oriental fou un estat de la república federal del Camerun, integrat pel que havia estat el Camerun Francès. Estava federat amb el Camerun Occidental (West Camerun) i junts formaven la república federal del Camerun. El Camerun Occidental, administrat pels britànics des de Nigèria va optar en una votació el febrer de 1961 per la seva integració amb Camerun (no hi havia altra opció que la integració a Nigèria i la integració al Camerun, la independència no es preveia). El Camerun Oriental estava format per la resta del Camerun que havia estat administrat per França i havia esdevingut república autònoma el 1957; el president fou Ahmadu Ahidjo que el 15 de maig de 1960 va nomenar un primer ministre que fou Charles Assalé.
La república autònoma del Camerun Oriental (1957-1960), sota un govern neocolonial, va esdevenir independent (sota control francès) l'1 de gener de 1960. Llavors es va formar la república del Camerun que va existir entre l'1 de gener de 1960 i l'1 d'octubre de 1961. L'11 de febrer de 1961 es va celebrar un referèndum al Camerun Occidental que havia estat dividit en dos zones administratives: el Camerun del Nord i el Camerun del Sud; el nord va optar per la integració a Nigèria (que es va fer efectiva l'1 de juny de 1961) i el sud per la integració amb la república del Camerun (després Camerun Oriental) que es va fer efectiva l'1 d'octubre de 1961. En aquesta data es va formar la república federal del Camerun, formada per dos estats: Camerun Oriental i Camerun Occidental. La presidència l'ostentaria el fins llavors president del Camerun Oriental, Ahmadu Ahidjo, i la vicepresidència el primer ministre del Camerun Occidental, John Ngu Foncha. Cadascun dels dos estats tindria un govern responsable dirigit per un primer ministre.
Camerun Oriental va tenir tres primers ministres; el primer fou Assalé, que ja era el primer ministre del Camerun (de moment no va existir el càrrec de primer ministre federal). El 19 de juny de 1965 va ocupar breument el càrrec Vincent de Paul Ahanda fins al 20 de novembre de 1965 quan Ahidjo va designar a Simon Pierre Tchoungi; el 1970 va dimitir però Ahidjo el va convèncer per seguir en el càrrec fins al 2 de juny de 1972 quan la república federal del Camerun va donar pas a la república Unida del Camerun, i els dos estats existents foren suprimits.